# Carex mingrelica
Espèce
Classification phylogénétique
Carex mingrelica est une espèce de plantes du genre Carex et de la famille des Cyperaceae.